# Артурас Паулаускас
Артурас Паулаускас (лит. Artūras Paulauskas; 23 серпня 1953, Вільнюс, Литовська РСР, СРСР) — литовський юрист, політичний діяч, голова Сейму Литовської Республіки в 2000–2004 і з 15 листопада 2004 року до 11 квітня 2006 року.

## Життєпис
Закінчивши середню школу в місті Шяуляй у 1971 році, вступив на юридичний факультет Вільнюського університету; закінчив у 1976 році, отримав диплом юриста.
Служив слідчим (1976—1979), заступником прокурора в Кайшядорисі (1979—1982), прокурором в Варені (1982—1987).
У 1987 році призначений заступником Генерального прокурора Литви. В 1990–1995 роках Генеральний прокурор Литовської Республіки. Призначений владою Литви, що проголосила незалежність 11 березня 1990 року, а не Генеральним прокурором СРСР, він не признавався радянською владою, які Генеральним прокурором Литовської РСР вважали Петраускаса.
У 1995–1997 — заступник Генерального прокурора Литовської Республіки. В 1997–2000 роках займався приватною адвокатською практикою.

## Політична кар'єра
У 1997 році брав участь у виборах президента Литви. Виборов значну кількість голосів виборців та за підтримки Альгірдаса Бразаускаса при 49,6 % голосів виборців у другому турі на частки відсотка програв Валдасу Адамкусу, який здобув 50,4 % голосів.
Був одним із засновників партії Новий союз (соціал-ліберали). На установчому з'їзді 25 квітня 1998 року був обраний її головою. Партія виграла парламентські вибори 2000 року, й 19 жовтня Паулаускаса обрали головою Сейму.
2002 року брав участь у виборах президента.
Був одним з головних ініціаторів винесення імпічменту президенту Литви Роландасу Паксасу.
Після відмови Роландаса Паксаса від посади та до вступу на посаду повторно обраного 27 червня Валдаса Адамкуса від 6 квітня до 12 липня 2004 року Паулаускас виконував обов'язки президента Литви.
Від 15 листопада 2004 року був головою Сейму.
Після широко обговорюваних навесні 2006 року в засобах масової інформації скандальних фактів зловживань у канцелярії Сейму (використання службових автомобілів в особистих цілях, залучення технічних працівників до діяльності, не передбаченої посадовими інструкціями) 11 квітня 2006 року парламент більшістю голосів (94 «за», 11 «проти») відсторонив Паулаускаса від посади голови Сейму.
Участь в усуненні Паулаускаса фракцій трьох партій, що входили разом з його партією Новий союз (соціал-ліберали) до чотирипартійної урядової коаліції, призвело до виходу з коаліції соціал-лібералів і перестановок в уряді.
Під час парламентських виборів 2008 року його партія Новий союз (соціал-ліберали) не змогла подолати 5-відсотковий бар'єр і провести до Сейму своїх представників.